# Signal (dentifricio)
Signal è un marchio di dentifrici e prodotti per l'igiene orale prodotto dal gruppo Unilever. Il marchio è presente sul mercato da oltre quaranta anni, dal 1961, ed è disponibile in quarantotto nazioni. Originariamente era chiamato Shield. Nel 1964 il dentifricio era commercializzato con un dispositivo che creava delle strisce rosse che contenevano esaclorofene che si rivelò essere altamente cancerogeno. Nel 1977, è stato il primo marchio a commercializzare un dentifricio a base di fluoro.
Da venti anni il marchio Signal in Francia collabora con l'UFSBD (Union Française pour la Santé Bucco-Dentaire, unione francese per l'igiene orale) nel progetto Mission Signaline, che serve per promuovere un corso preparatorio all'igiene orale fra i bambini di sei anni, a cui ogni anno partecipano circa 750 000 bambini.